# Laboratoire d'informatique pour la mécanique et les sciences de l'ingénieur
 (janvier 2023).
Si vous disposez d'ouvrages ou d'articles de référence ou si vous connaissez des sites web de qualité traitant du thème abordé ici, merci de compléter l'article en donnant les références utiles à sa vérifiabilité et en les liant à la section « Notes et références ».
Le Laboratoire d'informatique pour la mécanique et les sciences de l'ingénieur (en abrégé LIMSI) était une unité propre de recherche du Centre national de la recherche scientifique, jusqu'à la création au 1er janvier 2021 du Laboratoire Interdisciplinaire des Sciences du Numérique (LISN), avec sept des huit équipes de recherche du LRI,.
Composante de l'Université Paris-Saclay au sein de la faculté des Sciences d'Orsay (depuis 1955), ce laboratoire mène des recherches sur deux grands thèmes :
- mécanique et énergétique ;
- communication homme-machine.

Le Laboratoire d'Informatique pour la Mécanique et les Sciences de l'Ingénieur était situé à Orsay, sur le campus de l'Université Paris-Saclay.

## Historique
En 1970, le Centre de calcul analogique, alors rattaché à l'ONERA, quitte Châtillon et s'installe sur le campus de l'Université Paris-XI.
En 1972, son directeur, Lucien Malavard, change son nom en « Laboratoire d'informatique pour la mécanique et les sciences de l'ingénieur ».
Les recherches sont tout d'abord centrées sur les analogies électriques des phénomènes de mécanique des fluides, mais le laboratoire se lance dans le calcul numérique dès les années 1970. Des recherches sont menées en acoustique et en traitement du signal appliqué à la parole, puis en infographie, ce qui conduit globalement au développement des recherches sur les interactions homme-machine.

## La recherche
Les recherches s'organisent  selon quatre grands axes scientifiques, correspondant aux activités de neuf groupes de recherche :
- La mécanique des fluides est un thème historique, avec des compétences reconnues en développement de méthodes numériques avancées associées à des expérimentations de configurations académiques. (méthodes numériques performantes, en quantification d'incertitudes, en caractérisation de la dynamique (instabilités, turbulence), en contrôle des écoulements et en couplages multiphysiques (MHD) ;
- L'énergétique et les transferts de masse et de chaleur présentent des activités à caractère fondamental dans un contexte appliqué. La recherche contribue à mieux comprendre les mécanismes de transfert en convection et rayonnement, en multiphasique, en fluides oscillants et aux basses température et échelles micro/nanoscopiques. Elle s'intéresse également à l'analyse des systèmes liés à la thermique de l'habitat ou à l'énergie solaire (Thermique, Photo-Voltaïque).
- Le traitement automatique de la langue, parlée écrite et signée : large spectre d'activité depuis le traitement du signal acoustique (reconnaissance et synthèse vocale) jusqu'à la modélisation sémantique et la recherche d'information précise, en passant par l'indexation audio, la traduction automatique, l'analyse des émotions et des sentiments ou encore l'extraction d'information.
- les recherches en interaction homme-machine : analyse, compréhension et modélisation des interactions entre humains et systèmes artificiels dans des contextes et selon des modalités les plus variées: les interactions haptiques, tangibles, gestuelles et ambiantes, la psychologie des interactions affectives non-verbales et collectives chez l'humain ainsi sur que la conception d'interfaces homme-machine les faisant intervenir; les dispositifs de réalité virtuelle et augmentée.